# Distaplia arnbackae
Distaplia arnbackae is een zakpijpensoort uit de familie van de Holozoidae.